# Spodnje Roje
Spodnje Roje – wieś w Słowenii, w gminie Žalec. W 2018 roku liczyła 35 mieszkańców.